# Koordinierungsstelle für IT-Standards
Die Koordinierungsstelle für IT-Standards (KoSIT) koordiniert die Entwicklung und den Betrieb von IT-Standards für den Datenaustausch in der öffentlichen Verwaltung der Bundesrepublik Deutschland.

## Geschichte
Die Errichtung der KoSIT ist eine Folge der Ergänzung des Grundgesetzes um den Artikel 91c sowie des zugehörigen IT-Staatsvertrages. Die KoSIT unterstützt den IT-Planungsrat in dessen Aufgabe, fachunabhängige und fachübergreifende IT-Interoperabilitäts- und IT-Sicherheitsstandards zu beschließen und Bund-Länder-übergreifende E-Government-Projekte zu steuern. Sie ist dabei die Herrin über die interoperablen XÖV-Standards, die nach einem modellbasierten Entwicklungsprozess entwickelt werden, in dem auf Basis von UML-Klassendiagrammen automatisch Artefakte wie Schemata und Spezifikationen generiert werden.
Historisch ist die KoSIT aus der Entwicklung des Online Services Computer Interface (OSCI) entstanden und hieß damals OSCI-Leitstelle. Mit Beschluss 2010/19 hat der IT-Planungsrat am 24. September 2010 die KoSIT beschlossen. Im Zuge der Weiterentwicklung der zugehörigen Datenformate rund um das sogenannte XÖV-Rahmenwerk erfolgte zum 1. April 2011 eine Umbenennung in Koordinierungsstelle für IT-Standards (KoSIT).  Unverändert ist die KoSIT bei dem für  E-Government zuständigen Referat in der Kernverwaltung der Freien Hansestadt Bremen angesiedelt.

## Aufgaben
Aus dem IT-Planungsrat ist die KoSIT beauftragt für vier Themen:
- XÖV Entwicklung und Betrieb
- Koordination und Öffentlichkeitsarbeit
- Sicherer Transport von Daten im E-Government
- Standardisierungsagenda

Die KoSIT erhält auch von anderen Stellen der öffentlichen Verwaltung Aufträge für die eine separate Finanzierung erfolgt. Diese Möglichkeit wird derzeit besondere von der Innenverwaltung genutzt.
Die bekanntesten Aktivitäten der KoSIT liegen in der Betreuung des XÖV-Rahmenwerks und Online Services Computer Interface (OSCI).
Das Eckpunktepapier als Anlage 3 zum Beschluss 19-2010 führt die Aufgaben im Detail aus.